# سیل‌های ۱۳۹۸ ایران
| آمار                  | آمار             |
| --------------------- | ---------------- |
| کشته                  | ۷۸               |
| زخمی                  | ۱٬۱۳۷            |
| مردم سیل‌زده           | ۱۲ میلیون        |
| مردم نیازمند کمک‌رسانی | ۲ میلیون         |
| خانه‌های تخریب‌شده      | ۶۵٬۰۰۰           |
| خانه‌های آسیب‌دیده      | ۱۱۴٬۰۰۰          |
| برآورد خسارت          | ۴٫۷ میلیارد دلار |

سیل‌های ۱۳۹۸ ایران، از ۲۹ اسفندماه ۱۳۹۷ در ایران آغاز شد و در ابتدا چند شهر از استان‌های شمالی ایران و سپس دو روز بعد شهر شیراز را نیز دربر گرفت. شدت بارش‌های سراسری در ایران به حدی بود که ۲۰ استان از ۳۱ استان ایران در معرض سیلاب قرار گرفتند.

## گلستان و مازندران
یک کودک ۲ ساله در شهرستان کلاله و یک کودک پنج ساله در شهرستان مینودشت جان باختند. همچنین در پی واژگونی قایق در تپه گمیشان پنج نفر کشته و یک نفر مفقود شدند؛ که مدتی بعد جسد آن یک نفر یافت شده‌است. همچنین یک زن و مرد جوان در داراب کلا و یک مرد جوان (در اثر سقوط سنگ ناشی از بارش در منطقه خطیرکوه محور سوادکوه)، یک مرد جوان و یک زن جوان در بهشهر جان خود را از دست دادند؛ و یک نفر نیز مفقود شده‌است و همچنین نیز حدود ۱۱۶ نفر بر اثر سیل مجروح شده‌اند. روز ۲ فروردین ۱۳۹۸ سیلاب موجب بسته شدن جاده گرگان به آق‌قلا شد. همچنین بر اثر جاری شدن سیل جاده گنبد کاووس – آق‌قلا نیز مسدود شد.
در برخی مناطق گلستان نیز میزان بارندگی تا ۳۰۰ میلیمتر ثبت شد.
در این حادثه مناطقی مانند آق کلا، گمیشان، بندر ترکمن، گنبد کاووس و… که در مسیر رودهایی مانند گرگان رود و قره سو و چهل چای قرار داشتند در اثر طغیان این رودها خساراتی دیدند.
رئیس اورژانس مدتی بعد از سیل تعداد سیل زدگان مازندران را ۱۵۹۱ نفر اعلام کرد.
به گفته مدیرکل مدیریت بحران استانداری مازندران تقریباً تمام شهرهای این استان درگیر آب گرفتگی شدند اما در سیمرغ و کیاکلا شدت آب‌گرفتگی بیشتر از سایر مناطق استان مازندران بود.[۴] روستای حسن‌آباد میاندورود نیز کاملاً زیر آب رفت.

## فارس

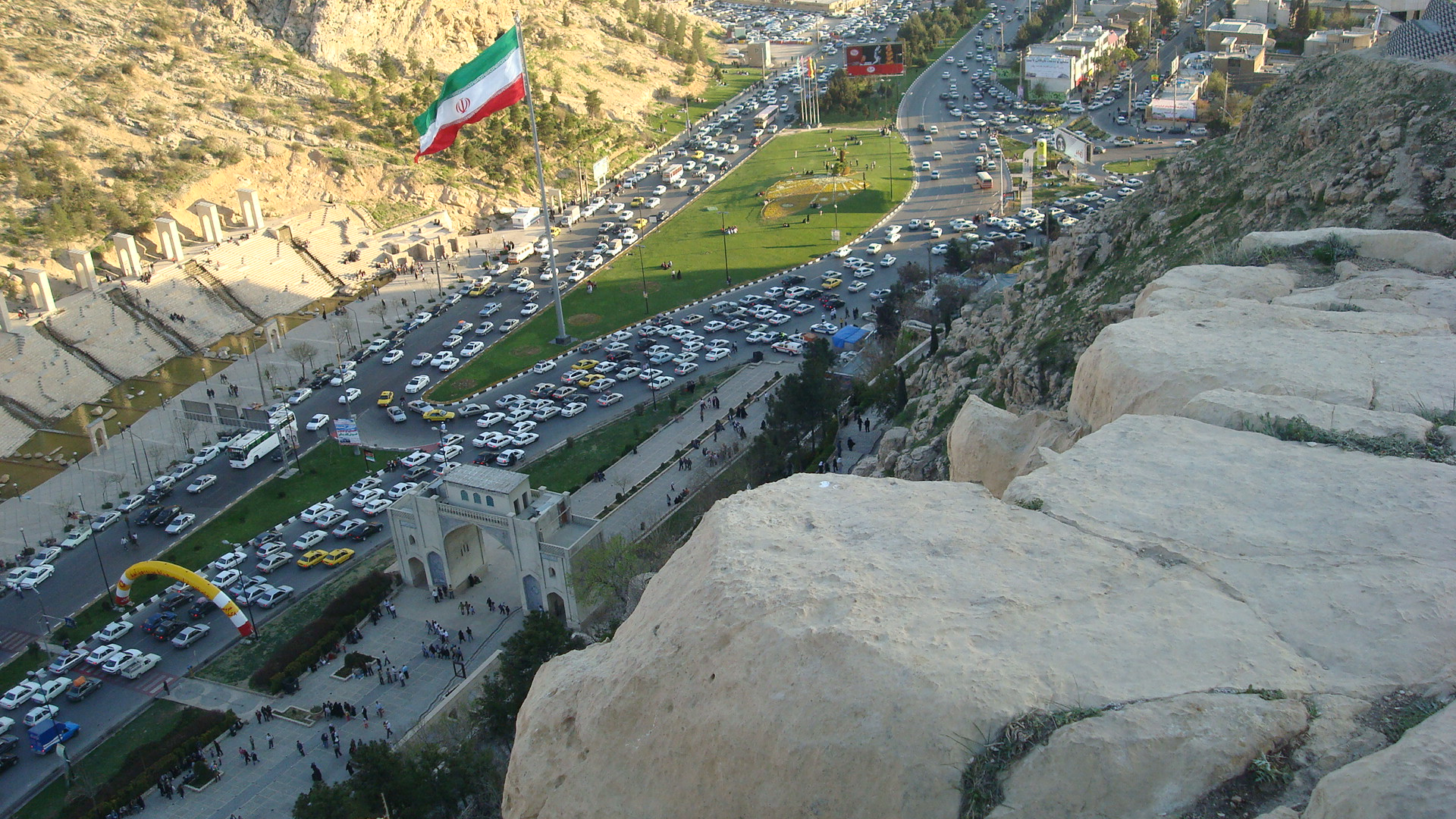
ورودی و خروجی شهر شیراز از سمت دروازه قرآن، بیشتر خسارات وارده از سیل به اتومبیل‌های عبوری از این مکان است. خیابان‌های جانبی پیش‌تر مسیل رودخانه بوده‌است.

در ۵ فروردین ۱۳۹۸، پس از باران‌های سنگین، سیل‌های فوری در جنوب غربی ایران، در ورودی شهر شیراز، حداقل موجب کشته شدن ۲۳ نفر و زخمی شدن ۱۱۰ نفر دیگر شد. بسیاری از مردم برای تعطیلات نوروز سفر می‌کردند و زمانی که در اتومبیل‌ها از جاده‌ها عبور می‌کردند، مجروح یا کشته شدند. بارش باران کوتاه بود اما سنگین و شدید بود، در طول دو بارش تقریباً ۱۵ دقیقه ای در هر زمان، ترافیک جاده سنگین و تشدید شد. سازمان هواشناسی ایران هشدارها را برای سیلاب‌های بیشتر ارائه می‌دهد، زیرا بارش‌های سنگین تا روزهای بعد ادامه دارد.
بارش باران کوتاه اما شدید موجب سیلاب ناگهانی فوری شد که یک بزرگراه اصلی بین شیراز و اصفهان دربر گرفت و بسیاری از مسافران را که پس از جشن نوروز از شهر خارج شده بودند را دچار آسیب‌های جانی و مالی کرد.
تحقیقات اولیه سیلاب‌های شیراز شیراز نشان می‌دهد که یک کانال آب قدیمی در مجاورت دروازه قران که در اوایل دهه ۱۳۸۰ برای استفاده در گسترش جاده‌سازی توسط شهرداری شیراز مسدود شده‌است موجبات این سیل را فراهم کرده‌است.
مدتی بعد دو نفر از مجروحان حادثه سیل شیراز در بیمارستان فوت شدند و تعداد کشته شدگان سیل به ۲۱ نفر افزایش پیدا کرد در مجموع تعداد تلفات سیل در استان فارس برابر با ۲۲ نفر کشته و حدود ۱۹۰(تا کنون) نفر مجروح است

## لرستان
در روز ۱۲ فروردین ۱۳۹۸ و در پی چندین روز بارندگی شدید رودخانه‌های بزرگ و مهم استان لرستان مانند رودخانه‌های خرم‌رود، کشکان، گچینه، تیره و بادآور و… طغیان کردند و سیلاب ناشی بیشتر روستاها و مراکز شهرستان‌ها را فرا گرفته‌است. به دلیل طغیان رود کشکان ضلع غربی شهر معمولان را سیلاب غرق کرد و نیز ضلع شرقی شهر نیز از راه دهانه تونل معمولان در حال ورود سیل است و تمام مسیرهای ارتباطی منتهی به این شهر از طرف مرکز استان و پلدختر بسته‌است و امدادرسانی فقط از طریق بالگرد امکان دارد. شهر دورود نیز شرایطی اضطراری دارد.آمار اورژانس ایران نشان می‌دهد که بیشترین مصدومان سیل اخیر متعلق به استان لرستان با ۲۵۶ نفر بوده‌است
این استان در موج اول (از ۵ تا ۹ فروردین) با حدود پنج نفر کشته و در موج دوم (از ۱۱ تا ۱۳ فروردین) با حدود ده نفر کشته و در مجموع ۱۵ نفر فوت شدند.
خسارت‌های سیل در لرستان بیشتر از سایر استان‌های سیل‌زده بود و حدود ۳۰ درصد شهر پلدختر و بین ۳۰ تا ۳۵ درصد شهر معمولان در جریان سیلاب آسیب دید. روستای چم مهر یکی از بزرگترین روستاهای استان لرستان مربوط به بخش مرکزی شهرستان پلدختر دارای بیشترین حجم تخریب بر اثر سیلاب بوده‌است. این روستا نزدیک به ۹۰ در صد تخریب و در گل مدفون شده‌است. گزارش‌های محلی نشان می‌دهد که اهالی نسبت به بی کفایتی و عدم پاسخگویی مسولین نسبت به این فاجعه و عدم اقدام ضروری اعتراض کردند.

## ایلام
با ادامه بارش‌های سیل آسا و همچنین رانش زمین در استان ایلام، مدیر عامل شرکت ارتباطات زیرساخت اعلام کرد که ارتباط مخابراتی استان ایلام با سایر نقاط کشور قطع شده‌است و از تلاش برای حل این مشکل خبر داد.
رئیس مرکز مدیریت حوادث و فوریتهای پزشکی استان ایلام گفت: بحمدالله سیل ایلام با یک کشته و ۲۴ مصدوم کمترین تلفات انسانی داشته‌است است و این برای استان ایلام جای شکر دارد.
۱۶ فروردین ۱۳۹۸ صید نور علیمرادی در گفتگو با خبرنگار تسنیم در ایلام، تعداد افراد فوت شده بر اثر سیل اخیر در استان ایلام را یک نفر اعلام کرد و اظهار کرد: این فرد که پیرمردی ۹۰ ساله بوده در همان روزهای ابتدایی وقوع حادثه و بر عبور از رودخانه سیمره در روستای عرب رودبار شهرستان سیروان جان خود را از دست داده‌است

## خوزستان
به دلیل افزایش آب خروجی سدهای دز و کرخه، روستاهای حاشیه این سدها و رودخانه‌ها با مشکلات زیادی مواجه شدند.
در اثر آب‌گرفتگی ۱۳ روستای بخش بامدژ از توابع استان خوزستان آب تا بام خانه‌ها بالا آمده و سیل‌بندها از بین رفته‌اند. حدود ۳۰۰ نفر از اهالی روستای بامدژ پس از آنکه خانه‌هایشان زیر آب رفت، به واگن‌های قطار شرکت راه‌آهن منتقل شدند.

## کرمانشاه
در کرمانشاه نیز مناطقی مانند صحنه، هرسین، روانسر و… به علت سیل دچار خسارت‌ها و آسیب‌هایی شدند؛ برخی از روستاهای روانسر نیز  کاملاً زیر آب رفتند. در شهر کرمانشاه مشکل چشم‌گیر و قابل‌ذکری به جزو آبگرفتگی معابر و کوچه‌ها رخ نداد. سیل در این استان تا کنون جان دو نفر را گرفته‌است که یک نفر در سرپل ذهاب و دیگری در هرسین و به علت طغیان رودخانه بابازید غرق شد.
۳۰ روستای روانسر در محاصره سیل بودند که هفت روستا از این تعداد تا ۷۰ تا ۸۰ درصد تخلیه شده بود. همچنین دستور تخلیه به خانه‌هایی که در معرض سیل در صحنه هستند صادر شده بود. طغیان رود گاماسیاب سه روستای بیستون را تخلیه کرد. در شهرک کرناچی نیز به علت نزدیک بودن به رود قره سو و طغیان آن منازل تخلیه شد.

## تهران و البرز
در جریان سیل‌های فروردین ۱۳۹۸ ایران، سیلابِ رودخانه کن پل گلدسته به گلشهر در استان تهران را «تخریب» کرد، پل گلدسته به گلشهر در بخشی از شهرستان اسلامشهر قرار دارد که بر اثر طغیان رودخانه کن تخریب شد؛ رودخانه کن از ارتفاعات شمال غرب تهران سرچشمه گرفته‌است. فیلم ویران شدن این پلِ رودخانه کن که در مسیر گلشهر - گلدسته به علت بارش تند باران و طغیان رودخانه ریزش کرد، در برخی از تارنماهای خبری ایران انتشار یافت.

## یزد
پس از بارش های خوب استان یزد در اواسط بهمن ، در بهار نیز استان یزد با شدت کمتر درگیر سیل شد ، در روز های ۵ و ۶ فروردین رود خانه تفت پس از سال ها خروشان کرد و اکثر سد های یزد لبریز از آب شد ، روستا های شهرستان های تفت و مهریز درگیر سیل شدند به طوری که مردم ،  روستا های طزرجان و ده بالا را تخلیه کردند ، در شهرستان ابرکوه نیز شهردار ابرکوه به شهرواندانش هشدار داد و از انها خواست تا برای تخلیه آمادگی داشته باشند . 
به گفته‌ی مدیر کل بنیاد مسکن انقلاب اسلامی استان یزد، بر اثر سیل یزدتا تاریخ ۲۶ فروردین ۲۸ واحد مسکونی به صورت کامل تخریب شده که ۱۶ مورد در روستاها و ۱۲ مورد مربوط به شهرهای استان بوده است. همچنین افزود : ۱۱ واحد تجاری نیز دچار آسیب شده و ۹۱ مورد نیز خسارت به لوازم خانگی را شاهد بودیم.
در ساعت ۲۱ شب ۳۱ اردیبهشت بر اثر سیل یک خودرو با ۶ سرنشین درگیر سیل شدند که دو کودک ۴ و ۱۲ ساله میبدی جان خود را ازدست دادند

## تلفات
تا تاریخ ۱۴ فروردین ۱۳۹۸ سازمان پزشکی قانونی ایران تعداد کشته‌شدگان حوادث مرتبط با سیل اخیر در ایران را حدود ۵۷ نفر اعلام کرد. این آمار در برگیرنده تلفات حوادث مربوط به تمام سیل‌های ایران در ابتدای سال ۱۳۹۸ ازجمله سیل در شیراز، سیل شمال کشور و سیل در لرستان می‌باشد.

## آسیب به اماکن تاریخی

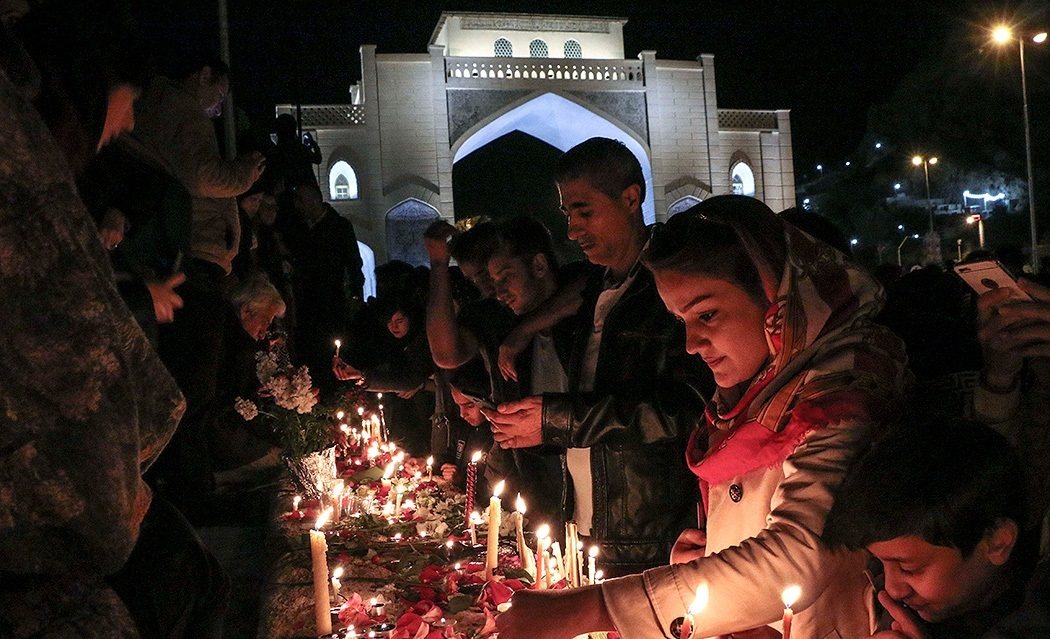
مردم در دروازه قرآن شیراز شمع روشن کردند.

محمدحسین طالبیان، معاون سازمان میراث فرهنگی ایران در روز ۷ فروردین گزارش داد که "... ترک‌های نقش رستم متأسفانه در حال بازشدن هستند و وضعیت بحرانی است.." گزارش‌های رسانه‌های اجتماعی نشان می‌دهد که آبشار سیلاب بخشی از بنای یاد شده را شستشو داد. با این حال، طبق گفته طالبیان، تخت جمشید همچنان دست نخورده باقی مانده‌است، زیرا کانال‌های آب‌های قدیمی آن آب سیل را تخلیه کرده‌است." کانال‌های آب‌های قدیمی همچنین مقبره کوروش بزرگ را حفاظت کردند و مجموعه جهانی پرسپولیس را از تخریب سیل‌ها نجات داد. حفاری‌های دیوار بزرگ گرگان نیز به علت نزدیک بودن آن به یک رودخانه خشک که موجب سیل شد، آسیب دیده‌است. این سیل‌ها به پل آق قلعه در شمال ایران و چندین پل دیگر در اصفهان و شوشتر که بیش از دو هزار ساله قدمت دارند، آسیب زده‌است.
بارش‌ها و سیل در طی این دوره باعث تخریب یخچال میرفتاح ملایر که یک بنای ثبت ملی بود شد.

## امدادرسانی
از ساعات اولیه سیل قرارگاه‌های امدادرسانی ستاد اجرایی فرمان امام با حضور ۸۰۰ نیرو در قالب ۵۰ گروه جهادی خدمت‌رسانی به سیل‌زدگان را آغاز کردند. تیم‌های درمانی سلامت احسان در استانهای لرستان، خوزستان و ایلام به ارائه خدمات پرداختند. در شهرستان گمیشان در استان گلستان نیز ۷۰۰ نفر توسط ستاد اسکان داده شدند و دو درمانگاه سیار در خوزستان و یک درمانگاه در گلستان راه‌اندازی شد. محمد مخبر رئیس ستاد اجرایی فرمان امام با سفر به استان لرستان از اهدای ۱۰ هزار بسته لوازم خانگی و ۱۵ هزار بسته لوازم تحریر به عنوان هدیه رهبر جمهوری اسلامی ایران و ایجاد ۳ هزار شغل خانگی با مدل بنیاد برکت در این منطقه خبر داد. همچنین به ازای هر دستگاه پمپاژ ۳ میلیون تومان بلاعوض و ۷ میلیون تومان وام کم بهره به خانواده‌های خسارت‌دیده پرداخت می‌شود.
به گفته مخبر دو درمانگاه سیار احسان به‌همراه تیم‌های درمانی و ۲۰ پزشک جهادی در استان لرستان مستقر شدند. او همچنین از پرداخت خسارت به خانه‌های آسیب‌دیده روستایی استان خوزستان تا سقف ۳۵ میلیون تومان از طرف بیمه طرف قرارداد بنیاد برکت خبر داد.
قاسم سلیمانی فرمانده سپاه قدس ضمن صدور پیامی از استقرار موکب‌های خدمت رسانی اربعین به مدت یک ماه و تا هنگام عادی شدن وضعیت در مناطق در معرض سیل خوزستان و لرستان خبر داد.
پس از پیام سلیمانی ستاد بازسازی عتبات عالیات از آغاز خدمت‌رسانی موکب‌های اربعین در مناطق سیل زده لرستان و خوزستان خبر داد.به گفته رحمانی فضلی این موکب‌ها به امدادرسانی و رفع نیاز غذایی سیل‌زدگان در مناطق سیل‌زده می‌پردازند.

### کمک‌های خارجی
علی اصغر پیوندی رئیس جمعیت هلال احمر ایران در ۲۴ فروردین گفت که در سیل امسال با وجود کمک‌های غیر نقدی مثل پتو، چادر، ست بهداشتی و … از کشورهای کویت، ترکیه، آذربایجان، فرانسه، آلمان، ارمنستان، پاکستان و …، تا این لحظه با وجود اعلام عددها و ارقام، حتی یک دلار یا یورو کمک خارجی نقدی برای سیل به حساب هلال احمر ایران واریز نشده‌است. به گفته پیوندی علت این امر بسته بودن سوئیفت و حساب ارزی هلال احمر در اثر تحریم‌ها بوده‌است.این مسئله همچنین مانع از واریز کمک‌های ایرانیان خارج از کشور و صلیب سرخ جهانی شده‌است.

## اقدامات
اسحاق جهانگیری معاون اول رئیس‌جمهوری وقت در نشست ستاد بحران کشور که در استان لرستان برگزار شده بود بیان کرد: هیچ استانی نیست که درگیر این سیل نباشد و لازم است مردم و همه دستگاه‌ها با کمک هم این بحران را کنار بزنند. 

### آماده‌باش نهادها و لغو مرخصی‌ها
با توجه به شرایط ناپایدار جوی در استان‌های مختلف، وزیر کشور ایران از مسئولان استان‌های در معرض سیل خواست که به مرخصی نروند. تمامی مرخصی‌های معاونان استانداران، فرمانداران، بخشداران، شهرداران و اعضای ستاد مدیریت بحران استان‌های تهران، خوزستان و… و ستادهای متناظر شهرستان‌ها تا اطلاع ثانوی لغو شد. وزارت بهداشت ایران نیز در یک ابلاغیه فوری از همه دانشگاه‌های علوم پزشکی و مراکز درمانی وابسته به آن خواست که در حالت آماده‌باش باشند و همه مرخصی‌های غیرضروری لغو شود.

## واکنش‌ها
کمبود کمک‌های دولتی و تأخیر در واکنش به کنترل این سیلاب‌ها به سرعت تنش‌های سیاسی را در سراسر کشور افزایش داد. بسیاری از ایرانیان از جمله مخالفان نظام جمهوری اسلامی در رسانه‌های خبری و اجتماعی به تحلیل زمینه و علل وقوع این سیل‌ها توسط دولت‌های پیشین در ایران و به ویژه حسن روحانی انتقاد کردند.
حضور فرماندار استان گلستان نیز در جریان سیل در تعطیلات خارج از کشور گزارش شده‌است که موجب برکناری او شد.

### همراهی مردمی برای اسکان مسافران
با توجه به این‌که بسیاری از سیل‌زدگان، مسافرانی بودند که در سفرهای تعطیلات نوروزی خود به سر می‌بردند، تصاویری در شبکه‌های اجتماعی منتشر شد که نشان می‌داد مردم شهرهای سیل‌زده در شبکه‌های اجتماعی مسافران را به خانه‌های خود دعوت می‌کنند. همچنین جامعه هتل‌داران ایران اعلام کرد که هتل‌ها و مراکز اقامتی در مناطق سیل‌زده، آمادگی دارند با توجه به ظرفیت خالی، نسبت به اسکان موقت مسافران در راه مانده، اقدام کنند.

### واکنش کشورها و سازمان‌های مختلف
- اتحادیه اروپا: کریستوس استیلیانیدس، کمیسر امور بشردوستانه و مدیریت بحران اتحادیه اروپا در توییتر خود خبر از کمک ۱٫۲ میلیون دلاری این اتحادیه به سیل زدگان ایران داد.[۲۴]
- ایالات متحده آمریکا: در تاریخ ۱۳ فروردین ۱۳۹۷، مایکل پومپئو، وزیر امور خارجه آمریکا، در بیانیه‌ای اعلام کرد که ایالات متحده آماده است تا از طریق صلیب سرخ جهانی و جوامع هلال احمر به سیل‌زدگان در ایران کمک‌رسانی کند. او گفت این نهادها می‌توانند کمک‌های نقدی را به هلال احمر ایران منتقل کنند. پومپئو در این بیانیه گفت که سیل اخیر بار دیگر «سوء مدیریت حکومت ایران در برنامه‌ریزی شهری و آمادگی برای شرایط اضطراری» را نشان داده‌است. او گفت که حکومت ایران نهادهای خارج از این کشور را مقصر اعلام کرده در حالی که به گفته او «سوء مدیریت خودشان باعث این فاجعه شده‌است.» پیش از این محمدجواد ظریف وزیر امور خارجه ایران در توییتر خود با انتقاد از آمریکا و با اشاره به تحریم‌های اعمال شده از سوی دولت دونالد ترامپ، رئیس‌جمهور این کشور و مشکلات هلال احمر برای کمک‌رسانی به سیل زدگان این رفتار را «تروریسم اقتصادی» توصیف کرده بود.[۲۵][۲۶]
- ترکیه: سفارت ترکیه در تهران با انتشار پیامی از آمادگی خود برای کمک به سیل‌زدگان ایرانی خبر داد.[۲۷]
- فرانسه: سفارت فرانسه در تهران نیز در پیامی که در توییتر خود منتشر کرد با اشاره به سیلاب‌های مرگبار در چندین استان ایران با مقامات و مردم ایران ابراز همبستگی و همدردی کرد.[۲۸]
- اتریش: همچنین سفیر اتریش در تهران با ابراز تاسف و همدردی با مردم مناطق سیل‌زده از آمادگی برای کمک به مناطق سیل‌زده خبر داد.
- بریتانیا: راب مکر سفیر بریتانیا در تهران، همدردی خود را با آسیب‌دیدگان این فاجعه اعلام کرد.[۲۹] در موج دوم سیل (۱۲ فروردین) حمید بعیدی‌نژاد، سفیر ایران در انگلستان، در توییتر از اعلام آمادگی صلیب سرخ انگلستان برای ارسال اقلام ضروری به ایران خبر داد.[۳۰]
- فنلاند: سفارت فنلاند در تهران نیز ضمن طلب آمرزش برای قربانیان سیل در شهر شیراز و استان گلستان، برای بازماندگان صبر آرزو کرد.[۳۱]
- ارمنستان: نیکول پاشینیان نخست‌وزیر ارمنستان، از آمادگی کشورش برای ارائهٔ کمک‌های ضروری به منظور غلبه بر پیامدهای سیل در ایران خبر داد.[۳۲]
- آلمان: صلیب سرخ آلمان نیز در نامه‌ای ضمن اعلام همدردی از ارسال محموله ای بشردوستانه خبر داد. این محموله شامل ۴۰ دستگاه قایق و تجهیزات نجات در سیلاب است که مقرر شد پنجشنبه ۱۵ فروردین وارد ایران شده و تحویل جمعیت هلال احمر شود.
- صلیب سرخ انگلستان از آمادگی این نهاد برای کمک فوری در تأمین اقلام امدادی مورد نیاز برای کمک به سیل‌زدگان مناطق مختلف ایران خبر داد.[۳۳]
- جمعیت‌های هلال احمر عربستان سعودی و امارات متحده عربی، مشترکاً اقدام به ارسال یک محموله ۹۵ تنی شامل اقلام امدادی به سیل‌زدگان ایرانی نمودند.[۳۴]

## نگارخانه

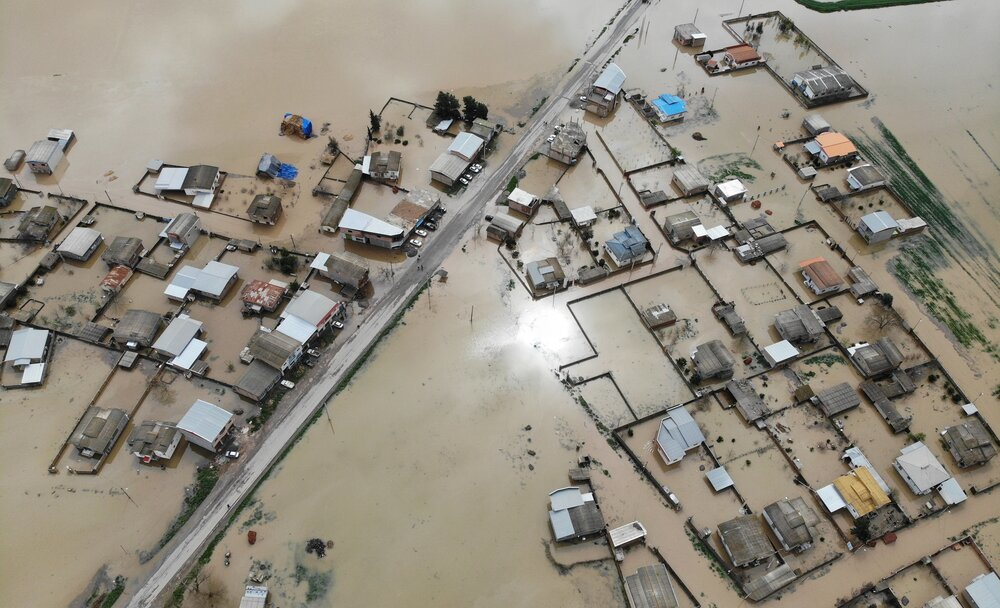
مناطق سیل زده استان گلستان
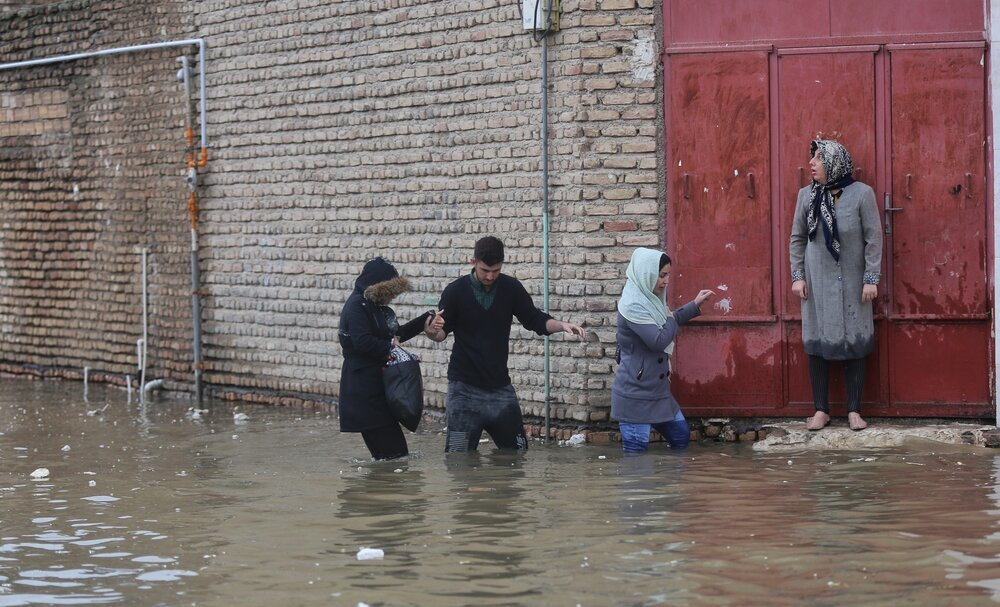
سیلاب در روستاهای آق‌قلا
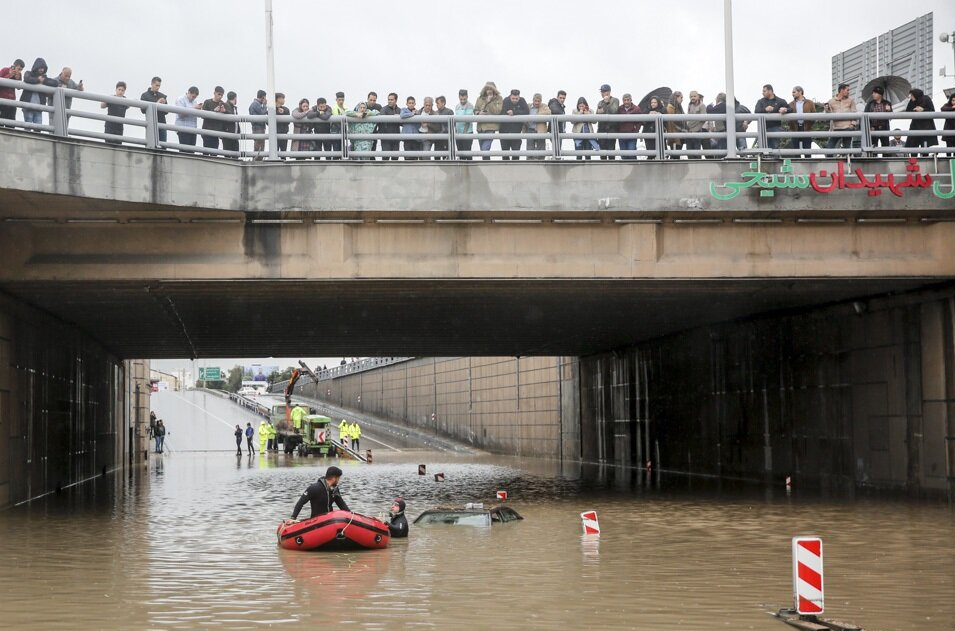
سیلاب در شیراز